# Edgar Marín
Edgar Ceferino Marín Levi (Pueblo Nuevo, Osa, 22 de mayo de 1943- Concepción, La Unión, 16 de agosto de 2023) fue un futbolista costarricense. Jugó como delantero centro y se le considera como uno de los grandes extremos derechos de la historia del fútbol costarricense.

## Trayectoria
Llegó en 1956 al Deportivo Saprissa y desde entonces se formó y consolidó como uno de los mejores extremos derechos que haya tenido el país; incluso, antes de jugar en la categoría principal de nuestro balompié fue convocado a la Selección Juvenil de 1960 para participar en el Torneo Centroamericano y del Caribe, el cual, gana nuestro país; dos años más tarde, llegó la hora buena del atacante, su debut en la primera en un choque ante el Herediano.
Aparte de su experiencia con el Deportivo Saprissa y el Seleccionado Nacional, Marín actuó brevemente en los Estados Unidos con el Oakland Clippers de California y Kansas City Spurs, con el primero se consagró como monarca en 1967; llegó jugar en los Países Bajos cuando militó en el PEC Zwolle, también jugó con el NEC Nijmegen aunque a manera de prueba. Tras su breve paso volvió al Deportivo Saprissa y en los años 70 aparte del famoso hexacampeonato se llevó los cetros de la Fraternidad Centroamericana en 1972, 1973 y 1978.
Pero el aporte de Edgar Marín Leví no fue solo al Deportivo Saprissa, sirvió también a la Selección Nacional con el cual disputó 29 juegos entre 1963 y 1976 y participó en torneos Norceca, jugó el Preolímpico de Concacaf de 1976 y los Premundiales de 1970 y 1974, con un recuerdo triste, el 3-3 ante Honduras en el estadio Ricardo Saprissa cuando se ganaba el juego cómodamente 3-0, ese día los catrachos eliminaron a la tricolor de Alemania 1974.
Fue campeón con el Saprissa en los años 1962, 1964, 1965, 1967, 1968, 1969, 1972, 1973, 1974, 1975, 1976 y 1977, con 12 títulos es el jugador con más campeonatos en Primera División.

## Palmarés

### Títulos nacionales
| Título               | Equipo   | País       | Año  |
| -------------------- | -------- | ---------- | ---- |
| Primera División     | Saprissa | Costa Rica | 1962 |
| Torneo de Copa       | Saprissa | Costa Rica | 1963 |
| Campeón de Campeones | Saprissa | Costa Rica | 1963 |
| Primera División     | Saprissa | Costa Rica | 1964 |
| Primera División     | Saprissa | Costa Rica | 1965 |
| Primera División     | Saprissa | Costa Rica | 1967 |
| Primera División     | Saprissa | Costa Rica | 1968 |
| Primera División     | Saprissa | Costa Rica | 1969 |
| Torneo de Copa       | Saprissa | Costa Rica | 1970 |
| Primera División     | Saprissa | Costa Rica | 1972 |
| Torneo de Copa       | Saprissa | Costa Rica | 1972 |
| Primera División     | Saprissa | Costa Rica | 1973 |
| Primera División     | Saprissa | Costa Rica | 1974 |
| Primera División     | Saprissa | Costa Rica | 1975 |
| Campeón de Campeones | Saprissa | Costa Rica | 1976 |
| Primera División     | Saprissa | Costa Rica | 1976 |
| Primera División     | Saprissa | Costa Rica | 1977 |

### Títulos internacionales
| Título                           | Equipo   | País     | Año  |
| -------------------------------- | -------- | -------- | ---- |
| Copa Fraternidad Centroamericana | Saprissa | San José | 1972 |
| Copa Fraternidad Centroamericana | Saprissa | San José | 1973 |
| Copa Fraternidad Centroamericana | Saprissa | San José | 1978 |